# Шима, Гезим
Гезим Махмут Шима (алб. Gezim Mahmut Shima; 15 сентября 1939, Тирана) — албанский инженер-геолог, общественный активист и профсоюзный деятель, один из лидеров антикоммунистического движения 1990—1991. Первый председатель Союза независимых профсоюзов Албании, соучредитель Демократической партии Албании. Организатор массовых протестных акций и всеобщей забастовки.

## Инженер-геолог
Окончил факультет геологии и горного дела Тиранского университета (ныне один из факультетов Политехнического университета Тираны). В 1961 был направлен на изыскания в северный округ Мирдита. Почти десять лет Гезим Шима работал в труднодоступных горных районах.
Геологическая партия, в которой состоял Гезим Шима, занималась поиском месторождений меди, пирита, золота, марганца. Особое значение имел поиск урана для военных целей. Урановая программа имела важное государственное значение, её курировал Адиль Чарчани (тогда — министр промышленности НРА, впоследствии — премьер-министр НСРА), контролировали премьер Мехмет Шеху и сам первый секретарь ЦК АПТ Энвер Ходжа.
Гезим Шима придерживался антикоммунистических взглядов, был противником режима АПТ и диктатуры Ходжи. Этому способствовали жизненные наблюдения в геологических экспедициях — тяжёлые условия труда, массовая бедность, бюрократические интриги хозяйственного и партийного руководства (обнаруженные месторождения не разрабатывались из-за того, что директора уже существующих предприятий старались сохранить свои монополии). По воспоминаниям Шимы, пребывание в отдалённых районах, отрыв от системы идеологической пропаганды и контроля Сигурими стимулировали свободомыслие и оппозиционность геологов, укрепляли дружбу и спайку единомышленников в противостоянии номенклатурному начальству.
В 1970 Гезим Шима был переведён на производственное предприятие при Институте геологии в Тиране. Специализировался на поиске урана, часто направлялся в командировки в провинцию. Несмотря на свои взгляды, политической деятельностью Шима в то время не занимался — режим АПТ исключал открытые протесты и жёстко подавлял подполье.

## Лидер антикоммунистического профсоюза

### Организатор протестных демонстраций
С января 1990 года в Албании начались массовые антикоммунистические и антиправительственные выступления. Важную роль играли рабочие протесты, начавшиеся на шахтах, текстильных и транспортных предприятиях. Гезим Шима активно включился в это движение и быстро выдвинулся в лидеры.
26 декабря 1990 рабочие активисты создали Союз независимых профсоюзов Албании (BSPSH), к которому вскоре примкнули до 180 тысяч человек. Первым председателем BSPSH стал Гезим Шима. Ранее, 12 декабря 1990, Гезим Шима выступил одним из соучредителей оппозиционной Демократической партии Албании (ДПА).
Русскоязычные источники называют инженера-геолога Гезима Шиму рабочим-шахтёром. Эта неточность, вероятно, связана с тем, что работа Шимы в геологических партиях была близка к горняцкой, а в профобъединении BSPSH шахтёры отличались особой активностью.
Гезим Шима и его сторонники отличались в движении особым радикализмом и непримиримым антикоммунизмом, были противниками компромиссов с АПТ. Первый секретарь ЦК АПТ Рамиз Алия называл BSPSH «опасной террористической организацией». В феврале 1991 года активисты BSPSH решительно поддержали студенческие протесты в Тиране, исключив полицейское подавление. Гезим Шима лично предъявлял ультиматум Рамизу Алии. Студенты приветствовали рабочих как своих спасителей.

90 % студентов были детьми из коммунистических семей. Но мы не смотрели на их биографии. Мы видели в них будущее нации.

Гезим Шима

Эти события переломили общеполитическую ситуацию в стране. 20 февраля 1991 демонстранты собрались по призыву BSPSH на площади Скандербега в Тиране. Рабочие активисты BSPSH прорвали оцепление полиции и партактива АПТ, была снесена статуя Энвера Ходжи. После этого падение коммунизма в Албании сделалось необратимым. Гезим Шима принимал в событиях непосредственное личное участие.

### Организатор всеобщей забастовки
Весной положение вновь предельно обострилось: 2 апреля 1991 произошли столкновения в Шкодере, в столкновениях с полицией погибли четверо демонстрантов. 13 апреля Гезим Шима от имени BSPSH ультимативно потребовал от правительства осудить и наказать убийц, в противном случае угрожая всеобщей забастовкой.
Правительство Фатоса Нано отказалось в полной мере удовлетворить профсоюзные требования (они включали также значительное повышение зарплаты и контроль рабочих комитетов над условиями труда). Всеобщая забастовка началась 16 мая 1991, в ней участвовали 200—300 тысяч албанских рабочих. Гезим Шима был одним из главных организаторов.

Это огромный успех. В большинстве промышленных центров забастовку поддержали от 90 % до 100 %.

Гезим Шима

Результатом стала отставка правительства Фатоса Нано, представлявшего Социалистическую партию Албании — реформированную АПТ. На выборах 22 марта 1992 победу одержали оппозиционные демократы. Посты президента и премьер-министра заняли лидеры ДПА — Сали Бериша и Александер Мекси. Режим АПТ окончательно перестал существовать.

## Общественная позиция
В албанском протестном движении существовали серьёзные противоречия. Гезим Шима и его единомышленники — шахтёры Фикири Дзибри, Экерем Кавая, Куйтим Штини, печатник Хикмет Меласи, механик Фердинанд Темали, водители Ибрагим Керчик и Гьергь Спахо, адвокат Фатмир Меркочи, студент Арьян Манахаса, учитель Агим Лами, театральные деятели Джемиль Тагани и Роберт Ндреника — выступали с радикально-демократических и популистских позиций. Они добивались полного вытеснения номенклатуры АПТ/НСРА из политической системы. По большей части это были выходцы из социальных низов (рабочие, служащие) или околодиссидентских кругов (творческая интеллигенция).
Им противостояли такие деятели, как Сали Бериша, Грамоз Пашко, Неритан Цека — представители статусной интеллигенции, тесно связанные с прежней коммунистической элитой. Они были сторонниками договорённостей и раздела власти с реформаторским крылом номенклатуры. К ним примкнули некоторые рабочие активисты, прежде всего шахтёр Валер Джека, которые полагали, что после прихода к власти ДПА цель борьбы в целом достигнута.
Со второй половины 1991 года постепенно возобладала вторая тенденция. Гезим Шима пытался продолжить забастовочное движение, активно агитировал шахтёров. Однако забастовки шли на спад. Шима оставил пост председателя BSPSH и покинул Албанию. Несколько лет он прожил в Западной Европе, сотрудничал с профсоюзами Германии, Франции, Италии.
Вернувшись в Албанию, Гезим Шима продолжил общественную активность. Он не состоит в ДПА и BSPSH, поскольку считает эти организации контролируемыми правящей элитой. Выступает за создание нового общественного и профсоюзного движения, независимого от государства и политических партий.
В своих воспоминаниях о событиях 1990—1991 гг. Гезим Шима постоянно подчёркивает: решающую роль в свержении диктатуры сыграли не номенклатурные реформаторы, не диссиденты, даже не студенты, а рабочие активисты, которые выступили в авангарде демократического движения. Он считает, что так будет и на предстоящем этапе албанских перемен.